# Boulevard Zog I

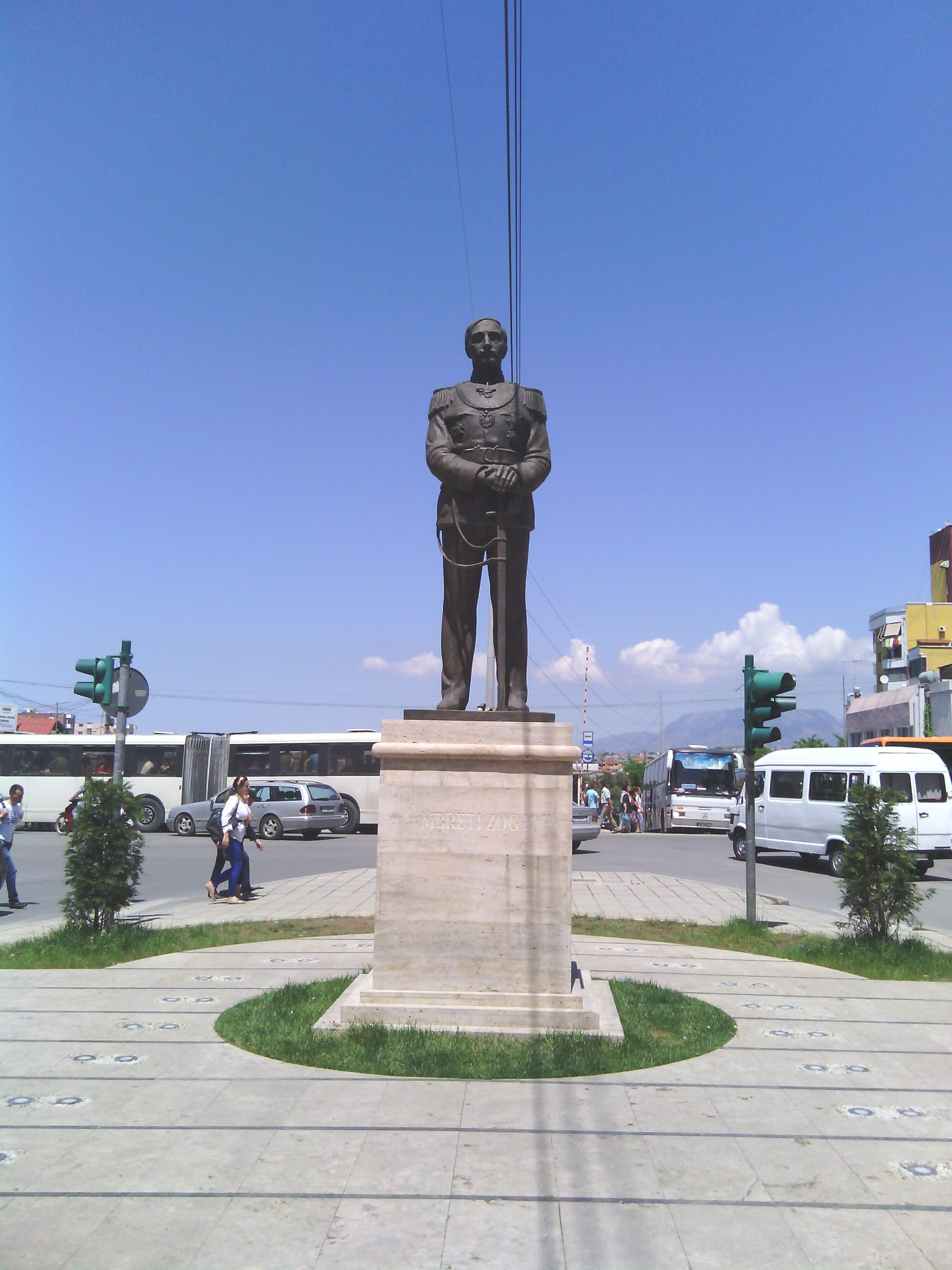
La statua di Zog I situata nel viale a lui dedicato.

Boulevard Zog I (in albanese: Boulevardi Zogu i parë) è uno dei più grandi viali di Tirana ed è intitolato a Zog I, primo re di Albania.
A sud della piazza la strada diventa Boulevard Dëshmorët e Kombit, in direzione sud. Durante gli anni comunisti, il nome del boulevard fu Boulevard Stalin in onore del dittatore sovietico, nome che venne cambiato con la caduta del regime e il ripristino della democrazia.
La statua di Re Zog I venne inaugurata nel 2012, per il centesimo anniversario dell'indipendenza albanese.